# Bellacythara
Bellacythara é um gênero de gastrópodes pertencente a família Mangeliidae.

## Espécie
- Bellacythara bella (Hinds, 1843)